# Долтри, Роджер
Сэр Ро́джер Га́рри До́лтри (англ. Roger Harry Daltrey; 1 марта 1944, Хаммерсмит, Лондон) — британский певец, автор песен. Наиболее известен как основатель и вокалист английской группы The Who, 14 синглов которой, попадали в Топ-10 Великобритании в 1960-е, 1970-е и 1980-е годы. В их числе «I Can’t Explain», «My Generation», «Substitute», «I’m a Boy», «Happy Jack», «Pictures of Lily», «Pinball Wizard», «Won’t Get Fooled Again» и «You Better You Bet». Долтри начал свою сольную карьеру в 1973 году, являясь членом The Who. С тех пор он выпустил восемь студийных альбомов, пять сборников, и один концертный альбом. Его сольными хитами являются композиции «Giving It All Away», «Walking the Dog», «Written on the Wind», «Free Me», «Without Your Love», «Walking in My Sleep», «After the Fire», и «Under a Raging Moon». Помимо музыки снимался в кино, участвовал в театральных постановках, занимался продюсерской работой.

## Ранние годы

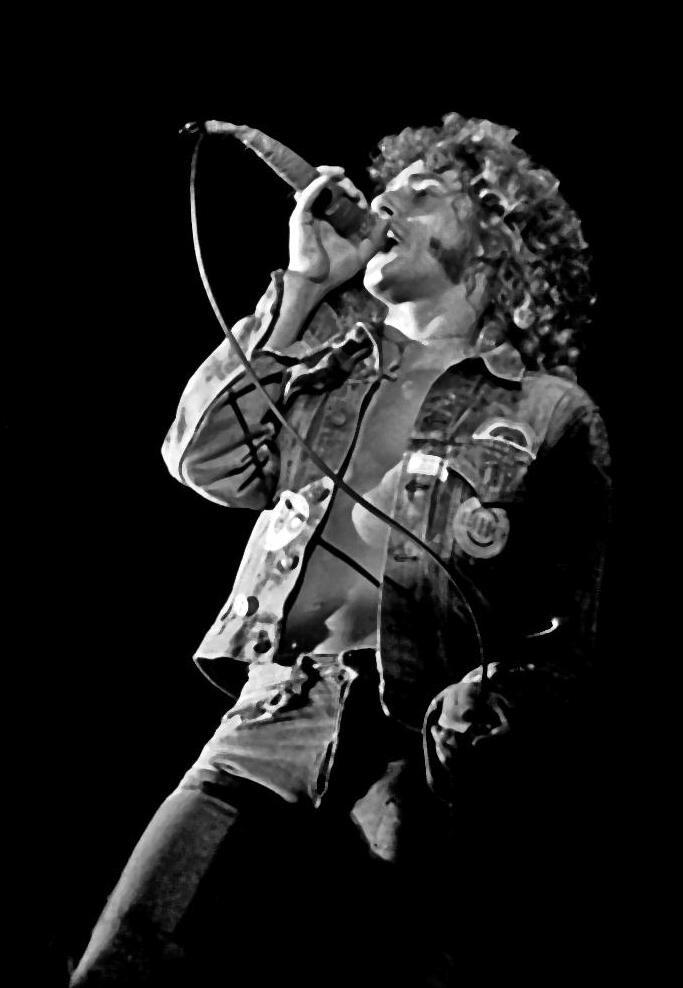
1972 год

Гарри Роджер Долтри родился 1 марта 1944 года в Хаммерсмитской больнице в Восточном Актоне, Лондон в семье Ирен и Гарри Долтри. Отец Долтри в то время участвовал во Второй мировой войне и вернулся домой уже после рождения сына. Он вырос в Актоне, где также проживали его будущие коллеги по группе «The Who» Пит Таунсенд и Джон Энтвистл.
Долтри посещал Начальную школу «Виктория» и Среднюю школу Актона вместе с Таунcендом и Энствистлом. Родители Долтри надеялись на его поступление в университет, но будучи хулиганом, Роджер заинтересовался набирающим популярность рок-н-ролл движением и забыл об учёбе.
Свою первую гитару он сделал самостоятельно из куска древесины и присоединился к скиффл-группе The Detours, нуждающейся в вокалисте. Когда, в 1959 году, отец купил ему настоящую гитару, Роджер занял место ведущего гитариста в группе и был исключён из школы за курение табака.
Днём, несмотря на занятия, Долтри стал работать жестянщиком, а ночью выступать вместе с группой на свадьбах и в ночных клубах. Вскоре он пригласил в группу своего одноклассника Джона Энтвистла и Пита Таунсенда. В то время в The Detours, помимо Долтри, входили Дуг Сэндом — ударные и Колин Доусон — вокал. После того, как Доусон покинул группу, его место занял Долтри, а Пит Таунcенд стал соло-гитаристом. В 1964 году Сэндом был заменен на Кита Муна.
В начале карьеры Долтри был лидером группы, и часто, несмотря на маленький рост (1 м 65 см), использовал кулаки для поддержания своей власти. По словам Таунсенда, Долтри «вёл себя как хотел, и если вы спорили с ним, то обычно получали тумаки». Он также выбирал репертуар для группы, выбирая песни «The Beatles», артистов лейбла Motown Records, Джеймса Брауна и другие рок-стандарты.
В 1964 году музыканты узнали о существовании одноимённой группы The Detours и начали обдумывать другие варианты названия. Таунсендом было предложено название «The Hairs», а его соседом по комнате, Ричардом Барнсом — «The Who». На следующее утро, Долтри решил остановиться на втором варианте.
Вскоре менеджер группы Пит Мейден переименовал группу в «The High Numbers», чтобы сделать музыкантов частью мод-движения. Название ссылалось на футболки с изображениями номеров, которые в то время носили моды. Пит Мейден написал для группы песни «I’m the Face/Zoot Suit» вышедшие синглом. Однако он оказался коммерчески не успешным.
После того, как в одном из отелей музыканты познакомились с менеджерами Китом Ламбертом и Крисом Стемптом, группа вернула себе первоначальное название — «The Who».

## Дискография

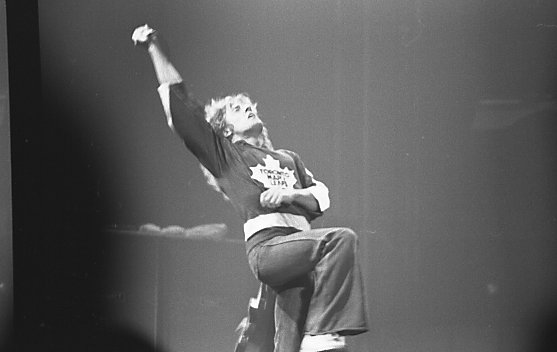
Торонто, 1976 год

### Сольные альбомы
- «Daltrey» (1973), США № 45
- «Ride a Rock Horse» (1975), США № 28
- «Lisztomania» (1975; саундтрек)
- «One of the Boys» (1977), США № 46
- «McVicar» (1980), США № 22
- «Best Bits» (1982; сборник)
- «Parting Should Be Painless» (1984), США № 102
- «Under a Raging Moon» (1985), США № 42
- «Can't Wait to See the Movie» (1987)
- «Rocks in the Head» (1992)
- «Martyrs & Madmen» (1997; сборник)
- «Moonlighting» (2005; сборник)
- «As Long as I Have You» (2018)

### Совместные альбомы
- «Going Back Home» совместно с Уилко Джонсоном (2014)

## Фильмография
| Год       |     | Русское название                                 | Оригинальное название                        | Роль                                 |
| --------- | --- | ------------------------------------------------ | -------------------------------------------- | ------------------------------------ |
| 1975      | ф   | Томми                                            | Tommy                                        | Томми                                |
| 1975      | ф   | Листомания                                       | Lisztomania                                  | Ференц Лист                          |
| 1977      | с   | —                                                | One of the Boys                              | н/д                                  |
| 1978      | ф   | Психованные                                      | The Legacy                                   | Клайв Джексон                        |
| 1980      | ф   | Маквикар                                         | McVicar                                      | Джон Маквикар                        |
| 1983      | тф  | Комедия ошибок                                   | The Comedy of Errors                         | Дромио Сиракузский / Дромио Эфесский |
| 1983      | тф  | Опера нищих                                      | The Beggar’s Opera                           | Макхит                               |
| 1983      | кор | Горькая вишня                                    | Bitter Cherry                                | н/д                                  |
| 1984      | ф   | —                                                | Pop Pirates                                  | продюсер                             |
| 1984      | ф   | —                                                | Murder: Ultimate Grounds for Divorce         | Роджер Каннингем                     |
| 1986      | с   | —                                                | The Little and Large Show                    | н/д                                  |
| 1986      | тф  | Маленькая продавщица спичек                      | The Little Match Girl                        | Джебб Маклин                         |
| 1986      | с   | —                                                | Buddy                                        | Терри Кларк                          |
| 1987      | с   | Арбалет                                          | Crossbow                                     | Франсуа Арконсиель                   |
| 1987      | ф   | Охота на Снарка                                  | The Hunting of the Snark                     | барристер                            |
| 1987      | тф  | —                                                | Gentry                                       | Колин                                |
| 1987      | тф  | —                                                | Crime in the City                            | убийца                               |
| 1988      | с   | —                                                | How to Be Cool                               | Кэшман                               |
| 1989      | ф   | Мэкки-Нож                                        | Mack the Knife                               | уличный певец                        |
| 1990      | тф  | Всеми забытые: Из архивов международной амнистии | Forgotten Prisoners: The Amnesty Files       | Ховард                               |
| 1991      | с   | Звонящий в полночь                               | Midnight Caller                              | Дэнни Бингем                         |
| 1991      | ф   | Песенка Бадди                                    | Buddy’s Song                                 | Терри                                |
| 1991      | ф   | Если бы красота могла убивать                    | If Looks Could Kill                          | Блейд                                |
| 1991      | ф   | Жестокое правосудие                              | Cold Justice                                 | Кит Гибсон                           |
| 1992      | мф  | —                                                | The Real Story of Happy Birthday to You      | Барнаби                              |
| 1993      | с   | Байки из склепа                                  | Tales from the Crypt                         | Далтон                               |
| 1993      | кор | —                                                | Still Life                                   | Генри                                |
| 1993—1998 | с   | Горец                                            | Highlander: The Series                       | Хью Фицкерн                          |
| 1994      | ф   | Джек — молния                                    | Lightning Jack                               | Джон Ти Коулс                        |
| 1995      | ф   | —                                                | Bad English I: Tales of a Son of a Brit      | н/д                                  |
| 1996      | с   | Лоис и Кларк: Новые приключения Супермена        | Lois & Clark: The New Adventures of Superman | Таз                                  |
| 1996      | в   | Вампирелла                                       | Vampirella                                   | Влад / Джеми Блад                    |
| 1997      | с   | Скользящие                                       | Sliders                                      | полковник Ангус Рикман               |
| 1997      | с   | Пиратские сказки                                 | Pirate Tales                                 | Уильям Дампир                        |
| 1998      | ф   | То что есть                                      | Like It Is                                   | Келвин                               |
| 1999      | с   | Чисто английское убийство                        | The Bill                                     | Ларри Мур                            |
| 1999      | с   | Страна фей                                       | The Magical Legend of the Leprechauns        | король Борик                         |
| 1999—2000 | с   | Внезапное пробуждение                            | Rude Awakening                               | Нобби Клегг                          |
| 2000      | ф   | Бест                                             | Best                                         | Родни Марш                           |
| 2000      | тф  | Князь Дракула                                    | Dark Prince: The True Story of Dracula       | король Янош                          |
| 2000      | мс  | Симпсоны                                         | The Simpsons                                 | в роли самого себя                   |
| 2001      | тф  | В погоне за судьбой                              | Chasing Destiny                              | сектант                              |
| 2001      | с   | Клинок ведьм                                     | Witchblade                                   | мадам Сесотрис / отец Дель Торо      |
| 2002      | с   | Шоу 70-х                                         | That ’70s Show                               | мистер Уилкинсон                     |
| 2002      | тф  | Рокеры-2                                         | Strange Frequency 2                          | ведущий / дьявол                     |
| 2002      | ф   | Для убийцы.com                                   | .com for Murder                              | Бен                                  |
| 2005      | тф  | —                                                | Trafalgar Battle Surgeon                     | судовой фельдшер                     |
| 2006      | ф   | Джонни Динамит                                   | Johnny Was                                   | Джимми                               |
| 2006      | с   | C.S.I.: Место преступления                       | CSI: Crime Scene Investigation               | Мики Данн                            |
| 2007      | с   | Последний детектив                               | The Last Detective                           | Мик Китинг                           |
| 2012      | с   | Однажды в сказке                                 | Once Upon a Time                             | гусеница                             |

## Награды
В 2010 году Долтри занял 61-е место в списке 100 лучших вокалистов всех времён по версии журнала Rolling Stone. В составе The Who Долтри получил премии Lifetime Achievement Award в 1988 году, и Грэмми в 2001 году. В 1990 году был введён в Зал славы рок-н-ролла.
Долтри является командором ордена Британской империи. В 2025 году Долтри получил от короля Великобритании Карла III титул «Рыцарь-бакалавр».